# Klient
Klient est un client IRC pour Microsoft Windows écrit par Thomas J. McAlee, Jr. Il est distribué en shareware.
C'est un client IRC écrit en Delphi, qui reste bien moins connu que son rival, le logiciel mIRC. Il est plus jeune que son concurrent, mais aussi plus souvent mis à jour.
Ce logiciel intègre comme langages de scripts l'Active Scripting, le VBScript, le JScript, le Perl, le Python, et le Tcl qui permettent aux utilisateurs de développer leurs propres fonctionnalités, comme son concurrent mIRC mais avec davantage de possibilités. Il intègre aussi la possibilité d'avoir des scripts intégrés dans des DLL pour une plus grande rapidité.

## Avantages
Klient intègre une interface bien plus flexible que celle de mIRC, celle-ci est totalement réglable, en partant des barres d'outils, en passant par les styles d'écriture ou encore par la présentation réglable pour chaque serveur.
Néanmoins, actuellement il existe peu de scripts tels que ceux existant pour mIRC qui modifient fortement le programme, cela est dû avant tout au fait que Klient ne requiert pas vraiment d'être modifié, car il possède de nombreuses options et il est très simple de rajouter des fonctions dans l'un des nombreux langages disponibles.
Une version traduite en français est actuellement en cours de création par l'équipe d'EpiniX.